# Tadeusz Prauss

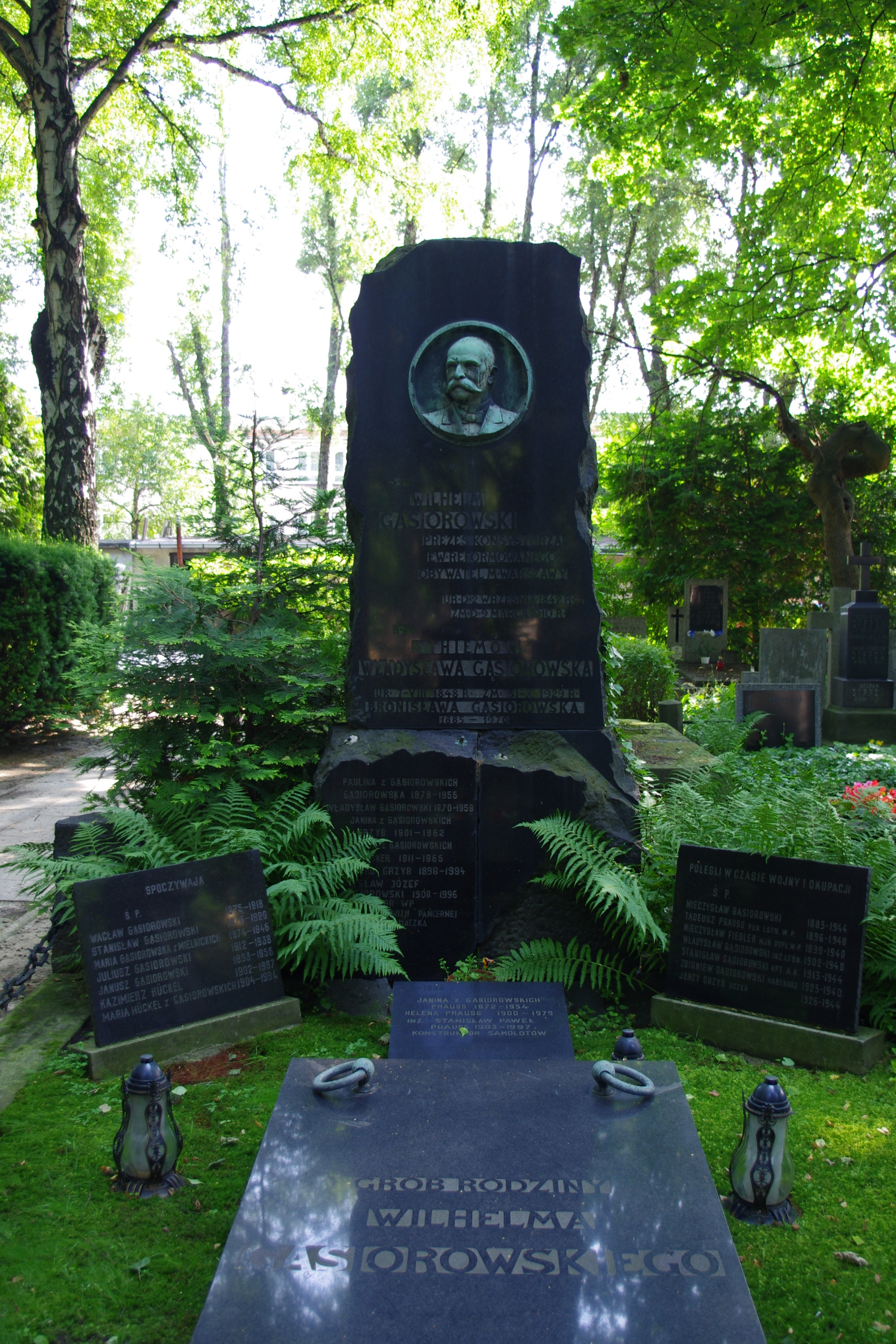
Grobowiec rodzinny Gąsiorowskich
i Praussów na cmentarzu ewangelicko-reformowanym w Warszawie, miejsce pochówku m.in. Wilhelma Gąsiorowskiego – prezesa Konsystorza Kościoła Ewangelicko-Reformowanego w RP oraz konstruktora lotniczego Stanisława Praussa, a także symbolicznego upamiętnienia ofiar zbrodni katyńskiej: ppłk Tadeusza Praussa, mjr Mieczysława Fiedlera i inż. leśnika Władysława Gąsiorowskiego

Tadeusz Feliks Prauss (ur. 21 grudnia 1896 w Warszawie, zm. wiosną 1940 w Charkowie) – pułkownik pilot Wojska Polskiego, kawaler Orderu Virtuti Militari, ofiara zbrodni katyńskiej.

## Życiorys
Był synem Tadeusza, architekta, i Janiny z Gąsiorowskich. Jego bratem był inż. Stanisław Prauss, konstruktor lotniczy i pilot sportowy. Uczył się w Gimnazjum im. Mikołaja Reja w Warszawie, następnie od 1912 w II Wyższej Szkole Realnej w Krakowie, gdzie w 1914 (podczas I wojny światowej) zdał maturę. 
15 kwietnia 1915 został powołany do cesarskiej i królewskiej armii i wcielony do 13 pułku piechoty. Po ukończeniu Szkoły Oficerów Rezerwy w Opawie, walczył na froncie na Bukowinie i w Małopolsce Wschodniej. 1 czerwca 1916 został skierowany do szkoły obserwatorów lotniczych w Wiener Neustadt. Po jej ukończeniu, w stopniu chorążego, latał jako obserwator na samolotach rozpoznawczych w eskadrze Flik 13 (Fliegerkompagnie 13) na froncie włoskim. Odbył 57 lotów bojowych. Od 1 lipca do 5 listopada 1918 był uczniem szkoły pilotów w Krakowie, a następnie – wyższego pilotażu w Neumarkt, gdzie zastał go koniec wojny.
Już 11 listopada 1918 Prauss w stopniu podporucznika pilota wstąpił do nowo formującego się lotnictwa polskiego w Krakowie. Po przeniesieniu do Warszawy, w styczniu 1919 został przydzielony do 3 eskadry wywiadowczej. Od lutego 1919 służył na froncie wojny polsko-bolszewickiej, początkowo operując w rejonie Kowla. Od kwietnia do czerwca 1920 latał w rejonie Kijowa – Berdyczowa na rozpoznanie oraz bombardowanie pozycji nieprzyjaciela. 19 maja, podczas nalotów eskadry na stację Demirki, jego samolot został zestrzelony (drugim członkiem załogi był obserwator, ppor. Jerzy Tereszczenko). 4 czerwca 1920 pod Kijowem został ranny. Odbył 41 lotów bojowych podczas wojny.
23 października 1920 roku został zatwierdzony z dniem 1 kwietnia 1920 roku w stopniu kapitana, w Korpusie Wojsk Lotniczych, w grupie oficerów byłej armii austro-węgierskiej. Od czerwca 1921 był dowódcą 10 eskadry wywiadowczej w 2 pułku lotniczym, a od września 16 eskadry wywiadowczej. 3 maja 1922 roku został zweryfikowany w stopniu kapitana ze starszeństwem z dniem 1 czerwca 1919 roku i 28. lokatą w korpusie oficerów aeronautycznych. W sierpniu 1922 został zastępcą dowódcy Oficerskiej Szkoły Lotnictwa w Grudziądzu. Brał udział w pierwszym grupowym przelocie polskich samolotów Breguet 19 nad Alpami. Latał także nad Tatrami, a w wolnym czasie uprawiał narciarstwo, turystykę i taternictwo, propagując je wśród lotników.
31 marca 1924 roku został awansowany na majora ze starszeństwem z dniem 1 lipca 1923 roku i 11. lokatą w korpusie oficerów aeronautycznych. W styczniu 1925 został przeniesiony z Departamentu IV Ministerstwa Spraw Wojskowych do 4 pułku lotniczego w Toruniu na stanowisko dowódcy dywizjonu. W czerwcu tego roku został dowódcą Niższej Szkoły Pilotów w Bydgoszczy. W maju 1927 został przeniesiony z Centralnej Szkoły Pilotów Podoficerów Lotnictwa w Bydgoszczy do 4 pułku lotniczego w Toruniu na stanowisko zastępcy dowódcy pułku. W 1928 został komendantem Centrum Wyszkolenia Podoficerów Lotnictwa w Bydgoszczy. 18 lutego 1930 roku został awansowany na podpułkownika ze starszeństwem z dniem 1 stycznia 1930 roku i 5. lokatą w korpusie oficerów aeronautycznych. 7 czerwca 1934 roku ogłoszono jego przeniesienie do 6 pułku lotniczego we Lwowie na stanowisko dowódcy pułku. Na stopień pułkownika został awansowany ze starszeństwem z dniem 19 marca 1937 roku i 3. lokatą w korpusie oficerów lotnictwa. 24 sierpnia 1939 roku został dowódcą lotnictwa i OPL Armii „Modlin”. 
Po wybuchu II wojny światowej 13 września 1939 roku został dowódcą lotnictwa Frontu Północnego. Po zakończeniu walk wrócił do rodziny we Lwowie. Tam został zatrzymany przez funkcjonariuszy NKWD i osadzony w więzieniu Brygidki, a następnie skierowany do obozu w Starobielsku. Wiosną 1940 został zamordowany przez funkcjonariuszy NKWD w Charkowie i pogrzebany – tak jak inni jeńcy tego obozu – w bezimiennej, zbiorowej mogile w Piatichatkach, gdzie od 17 czerwca 2000 mieści się oficjalnie Cmentarz Ofiar Totalitaryzmu w Charkowie. Figuruje na Liście Starobielskiej NKWD pod poz. 2586. Bliższe szczegóły nie są znane. Symboliczny grób Tadeusza Praussa znajduje się w Warszawie na cmentarzu ewangelickim przy ul. Żytniej, w grobie rodzinnym Gąsiorowskich i Praussów (kwatera P-1-1).

## Ordery i odznaczenia
- Krzyż Srebrny Orderu Wojskowego Virtuti Militari nr 973 (8 kwietnia 1921)[18][19]
- Srebrny Krzyż Zasługi (10 listopada 1925)[20]
- Medal Pamiątkowy za Wojnę 1918–1921
- Medal Dziesięciolecia Odzyskanej Niepodległości
- Polowa Odznaka Pilota nr 13 (11 listopada 1928)[21]

- Brązowy Medal Zasługi Wojskowej z mieczami na wstążce Krzyża Zasługi Wojskowej (Austro-Węgry)
- Srebrny Medal Waleczności 2 klasy (Austro-Węgry)
- Brązowy Medal Waleczności (Austro-Węgry)
- Krzyż Wojskowy Karola (Austro-Węgry)[22]
- czechosłowacka Odznaka Pilota (1929)[23]

## Upamiętnienie
Minister Obrony Narodowej decyzją Nr 439/MON z 5 października 2007 awansował go pośmiertnie do stopnia pułkownika (sic!). Nominacja została ogłoszona 9 listopada 2007 w Warszawie, w trakcie uroczystości „Katyń Pamiętamy – Uczcijmy Pamięć Bohaterów”. Jednak awans ten nastąpił w wyniku błędu, ponieważ Tadeusz Prauss posiadał stopień pułkownika od 1937 i powinien uzyskać stopień generała brygady.
W ramach akcji „Katyń... pamiętamy” / „Katyń... Ocalić od zapomnienia”, jesienią 2008 został zasadzony Dąb Pamięci honorujący Tadeusza Praussa przy Zespole Szkół Ekonomiczno-Rolniczych w Słubicach.